# Allhaming
Allhaming es un municipio situado en distrito de Linz, en el estado de Alta Austria, Austria. Tiene una población estimada, a inicios de 2024, de 1259 habitantes.